# Grand Prix du Centre-Est
Grand Prix du Centre-Est, är ett travlopp för 5-11-åriga varmblodstravare som körs på olika travbanor i Frankrike. De travbanor som det varierar mellan varje år är på antagligen travbanan i Lyon, Saint-Galmier eller Feurs. Loppet körs i mitten av september. Det är ett Grupp 3-lopp, det vill säga ett lopp av tredje högsta internationella klass. Loppet körs över distansen 2850 meter. Den samlade prissumman i loppet är 100 000 euro varav förstapriset är 45 000 euro.

## Vinnare
| År   | Häst             | Efter              | Kusk                     | Tränare                  | Tid    |
| ---- | ---------------- | ------------------ | ------------------------ | ------------------------ | ------ |
| 2024 | Gaspar d'Angis   | Quaro              | Éric Raffin              | Jean-Michel Baudouin     | 1.11,5 |
| 2023 | Horsy Dream      | Scipion du Goutier | Éric Raffin              | Pierre Belloche          | 1.13,7 |
| 2022 | Copsi            | L'Ocean d'Urfist   | Dominik Locqueneux       | Dominik Locqueneux       | 1.12,2 |
| 2021 | Cristal du Lupin | Ganymède           | Yannick Alain Briand     | Patrick Terry            | 1.14,9 |
| 2020 | Cash du Rib      | Ready Cash         | Jean-Loïc-Claude Dersoir | Jean-Loïc-Claude Dersoir | 1.13,8 |
| 2019 | Bel Avis         | Ganymède           | Nicolas Bazire           | Jean-Michel Bazire       | 1.12,3 |
| 2018 | Bold Eagle       | Ready Cash         | Franck Nivard            | Sébastien Guarato        | 1.13,3 |